# Miguel Rodarte
Miguel Rodarte is an acclaimed Mexican actor and producer hailing from Culiacan, Sinaloa.
His passion for acting was ignited during his final year of college when he was cast in his first short film. With a determination to pursue a career in acting, Rodarte honed his craft in Mexico City under the tutelage of the renowned Polish theater director Ludwik Margules.
Rodarte captured the hearts of Hispanic audiences with his debut in "The Tiger of Santa Julia" staring as a legendary Mexican hero, a role that earned him critical acclaim and accolades, including the prestigious "MTV Movie Award."
His success continued with standout performances in blockbuster films such as "Saving Private Perez," "Macho," and "Perfect Strangers" by director Manolo Caro.
Notably, Rodarte was honored with the Ariel Award by the Mexican Academy of Motion Picture Arts and Sciences for his compelling role in the 'best script' Sundance-winning award film "Time Share."
His television credits include popular Mexican series like "Rebelde," "Los Heroes del Norte," and "Luis Miguel."
In recent years, Rodarte has expanded his repertoire with roles in acclaimed series such as "Narcos: Mexico" on Netflix and "Los Enviados (The Envoys)" created by Academy Award winner Juan Jose Campanella.
Recognized for his talent and contributions to the industry, Rodarte was named "GQ Man of the Year" in 2011 and received the title of "Exemplary Sinaloense in the World" from the Government of Sinaloa in 2013.
Rodarte has served as a jury member for the International Emmy Awards multiple times, showcasing his expertise and insights in the global entertainment landscape. His Max Original series "Bunker" received a nomination for Best Comedy at the 2022 International Emmy Awards.
Looking ahead, Miguel Rodarte is set to dazzle audiences with two upcoming films and three TV series, including the highly anticipated HBO Original drama "Sierra Madre" and "Las Azules" for Apple TV.

## Biografía y carrera
A los 10 años fue enviado a estudiar la preparatoria a Culver, Indiana, Estados Unidos, donde comenzó a manifestar su interés por el arte. Al finalizar sus estudios universitarios en Monterrey, en el estado de Nuevo León, lo invitaron a participar en su primer papel como actor de cine. Fue entonces cuando se dio cuenta de que ėsa era su verdadera vocación.
En la Ciudad de México, comenzó estudiando el método de Strasberg y posteriormente cursó la carrera de actuación en El Foro Teatro Contemporáneo bajo la dirección del destacado maestro Ludwik Margules. Al terminar su carrera, cofundó la compañía productora La Alcachofa Films y participó como actor y productor en la realización de varios proyectos cinematográficos.
Miguel es reconocido por su participación en puestas en escena como Don Juan Tenorio, dirigida por Martín Acosta, estrenada en el Palacio de Bellas Artes.

## Filmografía
| Año  | Título                             | Rol                            | Notas            |
| ---- | ---------------------------------- | ------------------------------ | ---------------- |
| 2024 | Casi el paraíso (película)         | Alonso Rondia                  | Elenco Principal |
| 2022 | Huevitos Congelados                | Barba Roja                     | Voz              |
| 2020 | ¿Y cómo es él?                     | Juan Pablo                     |                  |
| 2020 | Amalgama                           | Dr. Hugo Vera                  |                  |
| 2019 | Un papá pirata                     | André                          |                  |
| 2018 | Perfectos desconocidos             | Ernesto                        |                  |
| 2018 | Mexican Standoff                   | Mr. Sabbet                     | Cortometraje     |
| 2018 | Tiempo compartido                  | Andrés                         |                  |
| 2017 | Cinderelo                          | Marlon                         |                  |
| 2016 | Macho                              | Evaristo Jiménez               |                  |
| 2016 | Un caballo llamado Elefante        |                                |                  |
| 2014 | Tiempos felices                    | Psicólogo de agencia           |                  |
| 2014 | Más negro que la noche             | Loco                           |                  |
| 2013 | El cielo es azul                   |                                |                  |
| 2012 | Odio el amor                       | Profesor de inglés             |                  |
| 2012 | The Mule                           | Javier Guerrero                |                  |
| 2012 | Colosio: El asesinato              | Hermano de José Francisco Ruiz |                  |
| 2011 | Días de gracia                     | Testigo                        |                  |
| 2011 | Salvando al soldado Pérez          | Julián Pérez                   |                  |
| 2010 | Hidalgo: La historia jamás contada | José Santos                    |                  |
| 2009 | El Cártel                          | Pancho                         |                  |
| 2009 | Bala Mordida                       | Mauro Hernández                |                  |
| 2009 | Suite Deseo                        | Rodrigo                        | Cortometraje     |
| 2009 | Amar a morir                       | Capitán Fernández              |                  |
| 2008 | Purgatorio                         | Isidro                         |                  |
| 2008 | Che! El argentino                  | Hombre con martillo            |                  |
| 2008 | Verano 79                          | Chepo                          | Cortometraje     |
| 2007 | Karma                              | El Morales                     | Cortometraje     |
| 2007 | Volvo en un minuto                 |                                | Cortometraje     |
| 2007 | Gente bien.... atascada            |                                | Cortometraje     |
| 2006 | Así del precipicio                 | Tony                           |                  |
| 2006 | Feliz cumpleaños                   | Tito, el Tigre Cuevas          | Cortometraje     |
| 2006 | Los pajarracos                     | Miguel 'Cachondo' Sanabria     |                  |
| 2005 | Después de la muerte               |                                |                  |
| 2005 | Yo también te quiero               | Luis                           | Cortometraje     |
| 2005 | La última noche                    | Pablo                          |                  |
| 2005 | Cansada de besar sapos             | Joaquín                        |                  |
| 2004 | Las lloronas                       | Hernán                         |                  |
| 2003 | Casa de los babys                  | Óscar                          |                  |
| 2002 | El tigre de Santa Julia            | El Tigre/José de Jesús Negrete |                  |
| 1999 | Vivir también mañana               |                                | Cortometraje     |
| 1999 | La historia de I y O               | Vecino que juega               | Cortometraje     |
| 1999 | Zurdo                              | Santiago Aceves                | Cortometraje     |
| 1997 | Mareas de sueño                    |                                | Cortometraje     |
| 1989 | La ley de las calles               | Preso 3                        |                  |

| Año  | Título                        | Rol                     | Notas                            |
| ---- | ----------------------------- | ----------------------- | -------------------------------- |
| 2024 | Las azules                    | Octavio Romandia        |                                  |
| 2024 | Sierra_Madre:_Prohibido_Pasar | Marcos Parra            |                                  |
| 2022 | Los enviados                  | Federico Molina Reyes   | 8 episodios                      |
| 2021 | Búnker                        | Napoleón                | 8 episodios                      |
| 2021 | Luis Miguel: la serie         | Daniel                  | 1 episodio                       |
| 2020 | Narcos: México                | Danilo Garza            | 7 episodios                      |
| 2020 | Destilando México             | Sí mismo                | 12 episodios                     |
| 2019 | Las buchonas de Tierra Blanca | Candelario              | 31 episodios                     |
| 2018 | El candidato Rayo             | Mejía                   |                                  |
| 2018 | Paramédicos                   | Alfonso Lozano          | 1 episodio                       |
| 2017 | Perseguidos                   | Francisco Solís Armenta | 27 episodios                     |
| 2016 | Drunk History                 | Santa Anna              | 1 episodio                       |
| 2016 | Ruta 35                       | Rogelio Bermúdez        | 1 episodio                       |
| 2015 | Cumbia ninja                  | Félix Villalba          | 31 episodios                     |
| 2013 | Aventura Corona               |                         |                                  |
| 2013 | Nueva vida                    |                         | 1 episodio                       |
| 2012 | Los héroes del norte          | Zacarías Tercero        | 36 episodios                     |
| 2010 | Gritos de muerte y libertad   | Francisco Azcarate      | 1 episodio                       |
| 2009 | Hermanos y detectives         |                         | 1 episodio                       |
| 2009 | Alma de hierro                | Ari                     | 3 episodios                      |
| 2008 | S.O.S.: Sexo y otros secretos | Boris                   | 26 episodios                     |
| 2008 | Mujeres asesinas              | Francisco del Valle     | 1 episodio, "Mónica, acorralada" |
| 2005 | Rebelde                       | Carlo Colucci           | 82 episodios                     |
| 2004 | Mujer, casos de la vida real  |                         | 1 episodio                       |
| 2003 | Clase 406                     | Leonardo Nava           | 11 episodios                     |

### Vídeos musicales
| Año  | Título        | Artista            |
| ---- | ------------- | ------------------ |
| 2006 | Tu Peor Error | La Quinta Estación |
| 2008 | Metrosexual   | Amandititita       |